# 島北口站
島北口站（日语：／ Island Kitaguchi eki */?）是位於兵庫縣神戶市東灘區向洋町，屬於神戶新交通六甲人工島線的鐵路車站。副站名為小磯紀念美術館前。車站編號為R04。

## 歷史
- 1990年2月21日 - 六甲人工島線開業，本站同時開業。
- 1995年
  - 1月17日 - 由於阪神大地震的影響，全線停止營運。
  - 5月12日 - 本站 - 海濱公園站間復駛。
  - 8月23日 - 全線復駛。
- 2018年7月20日 - 神戶市立小磯紀念美術館取得命名權，因此本站加上副站名「小磯紀念美術館前」[2]。

## 車站構造
島式月台1面2線的高架車站。

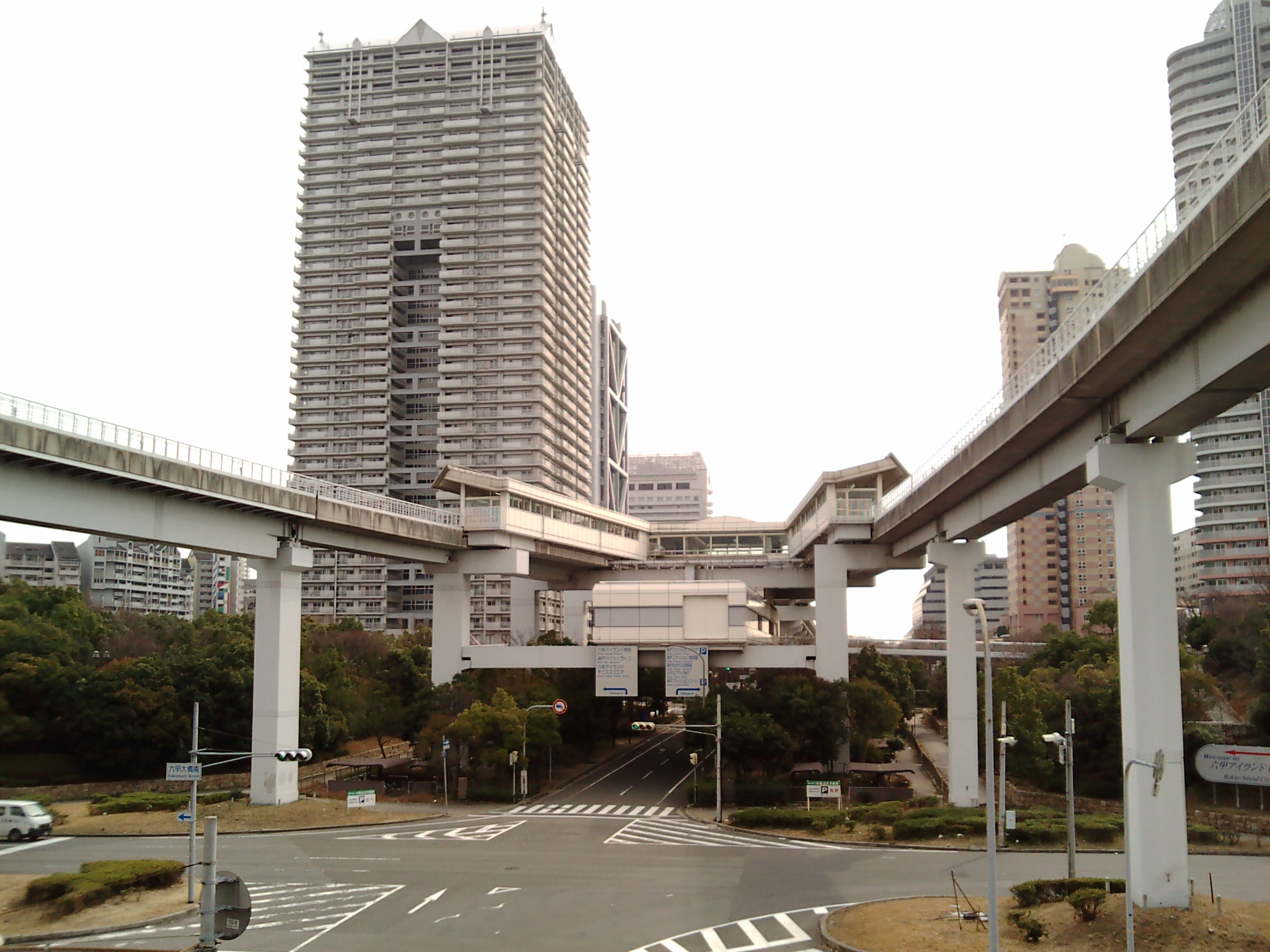
從北側看過去的車站
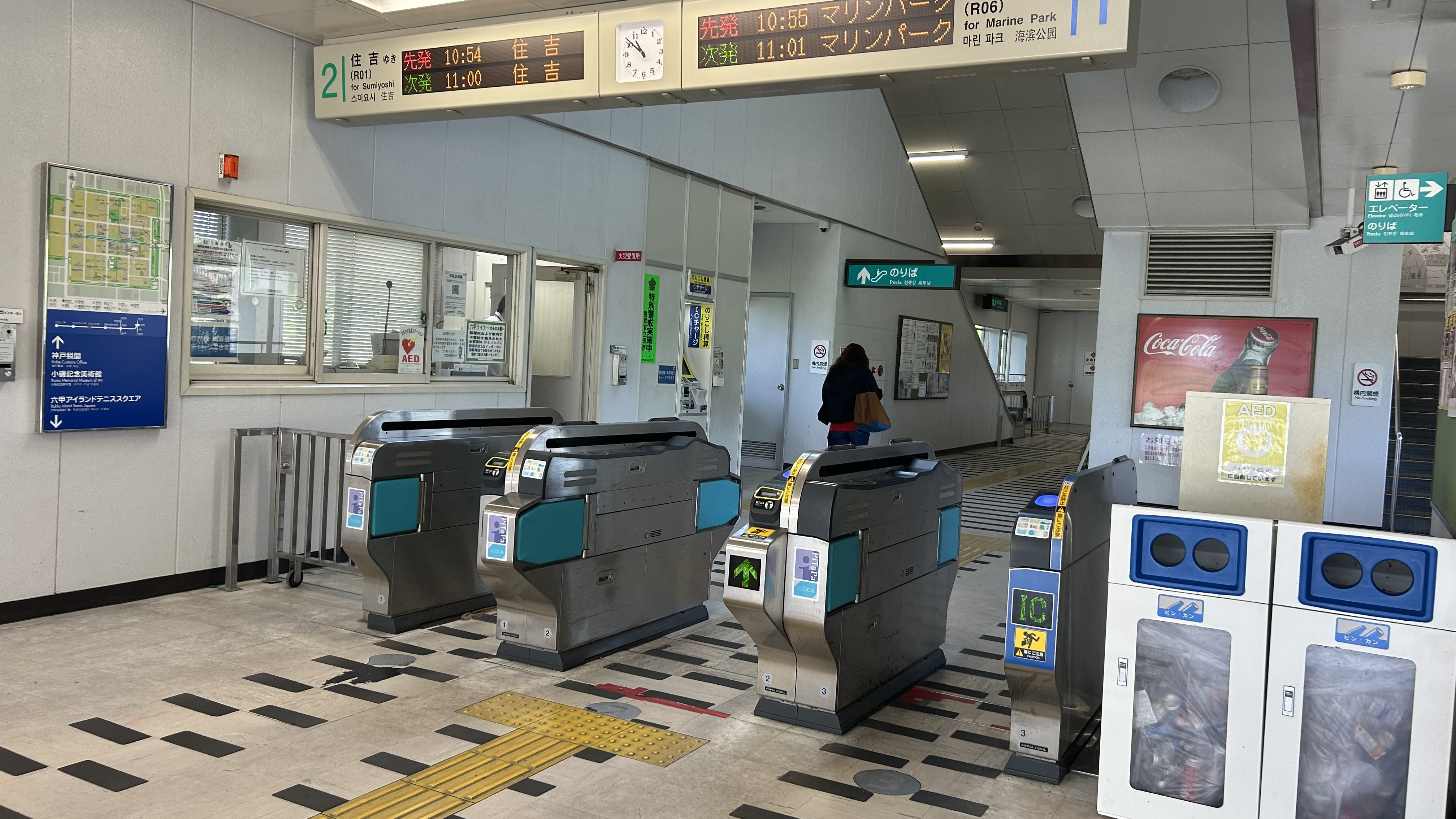
閘口(2024年4月)
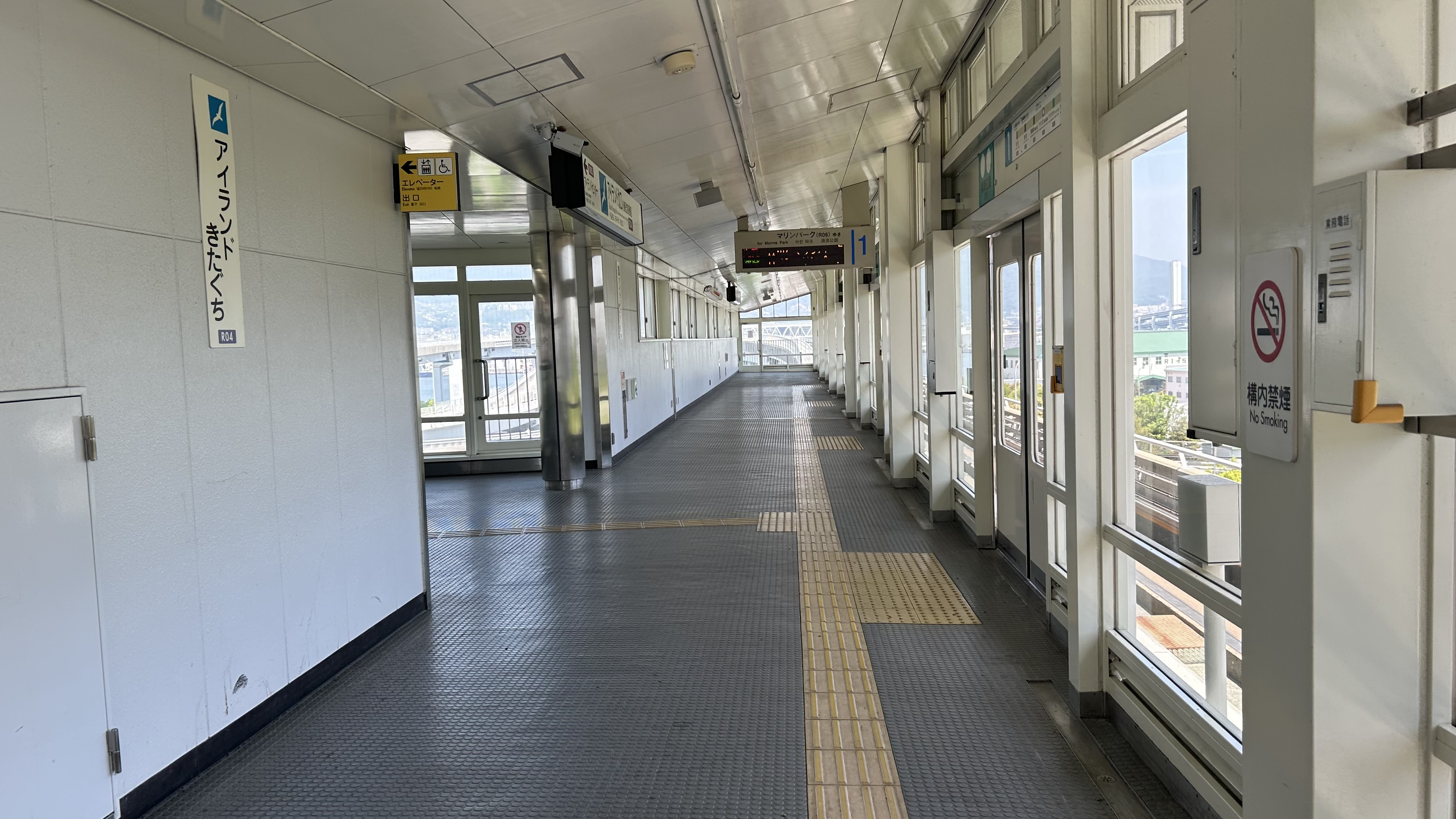
1號月台(2024年4月)
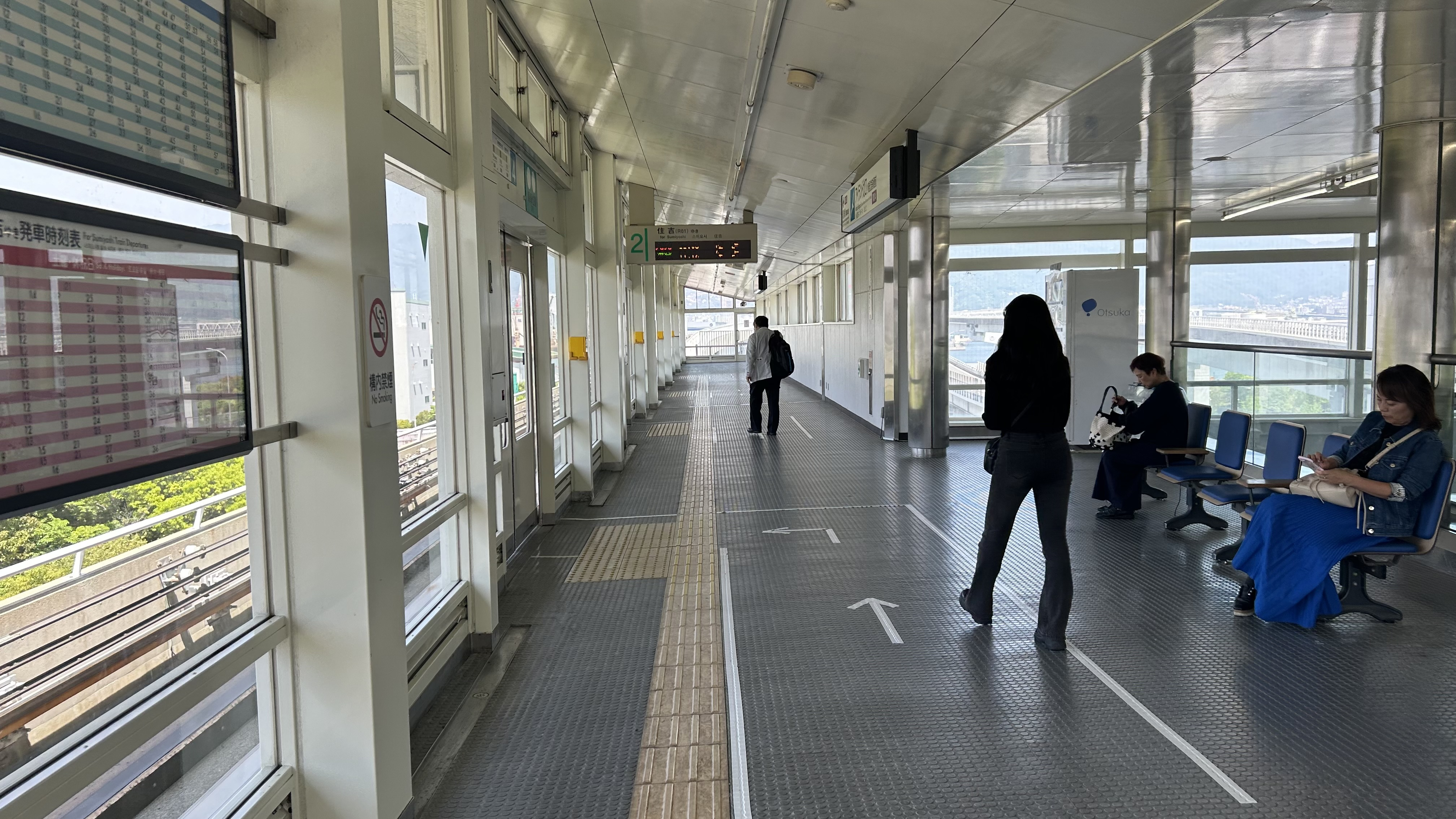
2號月台(2024年4月)

## 車站周邊
- 神戶市立小磯紀念美術館（日语：神戸市立小磯記念美術館）[1] - 展示神戶出身的畫家小磯良平的作品及工作室。
- 六甲人工島公園[1]

## 相鄰車站
神戶新交通
六甲人工島線
南魚崎（R03）－島北口（R04）－島中央（R05）

## 外部連結
- 島北口站 （页面存档备份，存于） - 神戶新交通